# Kleineutersdorf
Kleineutersdorf település Németországban, azon belül Türingiában. Lakosainak száma 323 fő (2023. december 31.).

## Népesség
A település népességének változása:
| Lakosok száma | 370  | 365  | 340  | 330  | 323  |
|               | 2017 | 2019 | 2021 | 2022 | 2023 |